# Roques del Cau dels Gats
Les Roques del Cau dels Gats és una muntanya de 680 metres que es troba al municipi de Santa Maria de Merlès, a la comarca catalana del Berguedà.